# Marc Carol
Marc Carol, född 14 februari 1985 i Sabadell, Spanien, är en racerförare. 2005 körde han två lopp i WTCC för Seat, han tog poäng i ett av loppen.